# Cossesseville
Cossesseville – miejscowość i gmina we Francji, w regionie Normandia, w departamencie Calvados.
Według danych na rok 1990 gminę zamieszkiwało 90 osób, a gęstość zaludnienia wynosiła 19 osób/km² (wśród 1815 gmin Dolnej Normandii Cossesseville plasuje się na 796. miejscu pod względem liczby ludności, natomiast pod względem powierzchni na miejscu 904.).